# Prodecatoma malaica
Prodecatoma malaica är en stekelart som beskrevs av T.C. Narendran 1994. Prodecatoma malaica ingår i släktet Prodecatoma och familjen kragglanssteklar. Inga underarter finns listade i Catalogue of Life.